# Izak Šantej
Izak Šantej (ur. 26 sierpnia 1973 w Wuppertalu) – słoweński żużlowiec.

## Życiorys
Przez kilka sezonów startował w rozgrywkach polskiej I i II ligi, reprezentując kluby: Śląsk Świętochłowice (1998–2001), Wanda Kraków (2002), PSŻ Poznań (2007) i KSM Krosno (2008).
W latach 2002–2004 startował w cyklu Grand Prix, jako uczestnik eliminacyjnych turniejów w Słowenii (najlepszy wynik: XVII miejsce w 2003 roku).
Ośmiokrotny indywidualny wicemistrz Słowenii. Dwukrotny brązowy medalista klubowego Pucharu Europy, w barwach klubu AMTK Lublana (Debreczyn 2003, Lublana 2004). Dwukrotny medalista mistrzostw Europy par: srebrny (Lendava 2006) i brązowy (Gdańsk 2005). Dwukrotny finalista indywidualnych mistrzostw Europy (Heusden-Zolder 2001 – XIV m., Holsted 2004 – XIV m.).